# 伊東健人と中島ヨシキがあなたを夢中にさせるラジオ〜ゆめラジ〜
伊東健人と中島ヨシキがあなたを夢中にさせるラジオ～ゆめラジ～は、2016年10月26日からwebラジオ配信チャンネルラジ友により配信されている、インターネットラジオ番組である。

## 概要
声優である伊東健人、中島ヨシキの二人が「あなた（リスナー）を夢中させる」をコンセプトに届けるインターネットラジオ番組。
パーソナリティにはそれぞれ異名があり、伊東健人は『ゆるふわの貴公子』、中島ヨシキは『変幻自在のボイスマジシャン』と紹介されている。
番組あいさつは「こんちくわ」。ラジオネームは『ゆめラジフレンド』をもじった意である「ゆめんどネーム」と呼ばれる。
番組ハッシュタグは「#ゆめラジ」。
- パーソナリティの二人とバンドメンバーを合わせた、番組派生のUMakeというユニットで音楽活動も行っている。
- 2021年1月11日、YouTubeチャンネル[注 1]にて初の生放送「ゆめラジ100回記念直前生放送”yumetube#1”」を行った。[1]

### 放送ネット
ニコニコ動画ラジ友チャンネル
毎月 第二・第四水曜日更新
※ニコニコ動画のチャンネル会員限定「おまけコーナー」も同時配信
YouTube ラジ友チャンネル
毎月 第二・第四水曜日更新
OPENREC.tvラジ友チャンネル
毎月 第二・第四水曜日更新

## コーナー

### 現在行われているコーナー
オープニング
作家考案の視聴者に向けたシチュエーション台詞を伊東健人、中島ヨシキの順に語り、二人の「さあ、出かけよう！」の掛け声とともにオープニングが開始。
各々名乗りと番組紹介の後、時事ネタ・近況・番組関連告知等を行い、提供とジングルが流れる。
我待つ恋文
所謂ふつおたのコーナー。
Make song
「節歌を作ろう」の派生コーナー。番組内で決まったテーマを元にリスナーからエピソードを募集し、メール内容をまとめた歌詞を中島ヨシキが、曲を伊東健人がそれぞれ作り、テーマに沿った曲を完成させるコーナー。出来上がった曲はUMakeメンバーの須賀勇介により編曲され、音源化されているものもある。テーマは番組内、および番組公式メールフォーム内で都度告知されている。
あなたに恋声（こいごえ）
リスナーからパーソナリティに言って欲しいセリフを募集し、二人がランダムに読み上げるコーナー。どちらに言って欲しいかの指定はできない。セリフを読む順番は毎回じゃんけんで決めている。
ゆめラジお悩み相談室
リスナーの悩みを募集し、どんな悩みにも答えていくコーナー。
教えて！あるある～
リスナーから「あるある」エピソードを募集するコーナー。テーマは番組内、および番組公式メールフォーム内で都度告知されている。
伊東さんヨシキさん、決めてーや
パーソナリティに決めて欲しいことを募集し、答えていくコーナー。旧コーナー名は「とっとさん。ヨシキさん。。決めてください。。。」。気軽に送りやすくなるようにと、第121回の放送後に改名された。
ショートソングメッセージ
リスナーからテーマに沿った短歌（ショートソング）を募集し、読み上げていくコーナー。【五・七・五・七・七】が基本だが、独自のアレンジを加えることも可能。テーマは番組内、および番組公式メールフォーム内で都度告知されている。
夢研究所（夢らぼ）
リスナーが夢中になっていること、興味があることをプレゼンしてもらうコーナー。
指令にチャレンジ！
質問、指令の内容は問わず、リスナーから送られてくる指令に答えていくコーナー。
○○になりきれ！
パーソナリティ二人が出題者と回答者に分かれ、出題者はお題を引きそこに書いてあるものになりきる。回答者はお題がなんなのかをその説明をもって当てる企画。主にニコニコ動画のおまけチャンネルで行っている。
夢中にさせるぜ！
1つのシチュエーションと2つのワードを使ってリスナーを夢中にさせるセリフを披露するコーナー。「シチュエーション」と「ワード」をそれぞれ募集している。

エンディング
各コーナーへのお便り、宛先告知とフリートーク。

### 過去のコーナー
節歌を作ろう
中島ヨシキが詞を書き、伊東健人がギター一本でその詞に曲を付け、一コーナー中の短い時間で曲を作るという企画。元は番組で決めたテーマを元に即興で詞を書き曲を作るコーナーとして発足したが、テーマを募集し数回かけて1曲を作り上げる仕様にしたらどうかという中島ヨシキの提案（第一回放送）のものと、次第にブラッシュアップされて現在の「Make song」というコーナーになった。
叫び
リスナーが大声で叫びたい、物申したい鬱憤などを、パーソナリティ二人が代わりに叫ぶコーナー。

## 関連CD
| 発売日         | タイトル                                                                        | 形式     | 規格品番  | 配布イベント・備考                                                 |
| -------------- | ------------------------------------------------------------------------------- | -------- | --------- | ------------------------------------------------------------------ |
| 2018年1月26日  | MUSIC WHISPER【眠れぬ夜にささやいて】 the poetry reading by伊東健人＆中島ヨシキ | ドラマCD | ASCD-3004 | ダブルディアLIVE2017にて会場先行販売                               |
| 2018年12月29日 | 平成最後のラジ友CD ゆめラジSIDE                                                 | ラジオCD |           | コミックマーケット95にて会場販売                                   |
| 2019年4月6日   | シャッフルCDチェリピク                                                          | ラジオCD |           | ラジ友感謝祭にて会場販売※「ゆめラジ」より中島ヨシキが出演          |
| 2019年11月9日  | AGF2019出張版／ゆめラジ                                                         | ラジオCD |           | AGF2019（アニメイトガールズフェスティバル）にて先行販売            |
| 2019年11月9日  | ラジ友テーマソング「ぎゅってしよ！」ゆめラジver.                                | CD       |           | AGF2019（アニメイトガールズフェスティバル）にて先行販売            |
| 2021年6月12日  | ラジ友シャッフルCD2021「ラジオ 夢 Delivery」                                    | ラジオCD |           | ラジ友ファンミtr2,3 にて会場販売 ※「ゆめラジ」より中島ヨシキが出演 |
| 2021年6月12日  | ラジ友シャッフルCD2021「あなたをHにさせるラジオ」                               | ラジオCD |           | ラジ友ファンミtr2,3 にて会場販売 ※「ゆめラジ」より伊東健人が出演   |
| 2022年4月23日  | ラジ友シャッフルCD2022「teamQ」                                                 | ラジオCD |           | ラジ友感謝祭 2022にて会場販売 ※「ゆめラジ」より中島ヨシキが出演    |
| 2022年4月23日  | ラジ友シャッフルCD2022「teamV」                                                 | ラジオCD |           | ラジ友感謝祭 2022にて会場販売 ※「ゆめラジ」より伊東健人が出演      |

## 映像作品
| 発売日         | タイトル                                          | メディア | 規格品番  | 備考                             |
| -------------- | ------------------------------------------------- | -------- | --------- | -------------------------------- |
| 2017年10月20日 | 伊東健人と中島ヨシキがあなたを夢中にさせるDVD     | DVD      | YMVD-1001 | コミックマーケット92にて先行販売 |
| 2018年9月28日  | 伊東健人と中島ヨシキが夢中になるDVD               | DVD      | PPVD-2001 |                                  |
| 2019年8月28日  | 伊東健人と中島ヨシキが夢中になるDVD2 ～軽井沢編～ | DVD      | PPVD-2003 |                                  |

## 公開録音・イベント
2017年6月24日　発明会館
- 「伊東健人と中島ヨシキがあなたを夢中にさせるラジオ公開録音voｌ.1～ゆるふわな魔法であなたを夢中にさせる会～」[6]

2017年8月13日　東京ビッグサイト
- コミックマーケット92　ゆめラジ ブロマイドお渡し会[7]

2017年10月21日　江戸川区総合文化センター 大ホール
- 「ラジ友presents ダブルディアLIVE2017」[8]

2018年3月10日　池袋マルチホール
- 「Double Dare Stories〜アイラジ＆ゆめラジ〜」[9]

2019年4月6日　サンパール荒川 大ホール
- 「ラジ友感謝祭」[10]

2019年7月27日　なかのZERO 大ホール　ラジオ公開録音
- 「ZEROからあなたを夢中にさせる会〜ゆめ会2〜」[11]

2019年11月10日　池袋サンシャインシティ
- AGF2019　ゆめラジ ブロマイドお渡し会[12]

2020年7月25日　無観客生配信イベント
- 「ラジメイトvol.1」[13][注 3]※「ゆめラジ」より、中島ヨシキが登壇

2020年7月25日　無観客生配信イベント
- 「ラジメイトvol.3」※「ゆめラジ」より、伊東健人が登壇

2020年11月1日　森のホール21 大ホール
- 「radiotomo presents art sonic FES.20」[14]

2022年4月23日　なかのZERO 大ホール
- 「ラジ友感謝祭 2022」[15]